# Европско првенство у атлетици за јуниоре 2009 — 5.000 метара за јуниорке
Такмичење у трчању на 5.000 метара у женској конкуренцији на 20. Европском првенству у атлетици за јуниоре 2009. у Новом Саду одржано је 26. јула 2009. на Стадиону Карађорђе.
Титулу освојену у Хенгело 2007, није бранила Наталија Попкова из Русије јер је прешла у млађе сениоре.

## Земље учеснице
Учествовале су 12 такмичарки из 10 земаља.
1. Белгија (1)
2. Израел (1)
3. Италија (2)
4. Мађарска (1)
5. Норвешка (2)
6. Русија (1)
7. Србија (1)
8. Турска (1)
9. Уједињено Краљевство (1)
10. Украјина (1)

## Освајачи медаља
|                                      |                                      |                            |
| Каролина Бјеркели Гровдал · Норвешка | Шарлот Пердју · Уједињено Краљевство | Вероника Инглезе · Италија |

## Рекорди
| Рекорди пре почетка Европског првенства 2009. | Рекорди пре почетка Европског првенства 2009. | Рекорди пре почетка Европског првенства 2009. | Рекорди пре почетка Европског првенства 2009. | Рекорди пре почетка Европског првенства 2009. | Рекорди пре почетка Европског првенства 2009. |
| --------------------------------------------- | --------------------------------------------- | --------------------------------------------- | --------------------------------------------- | --------------------------------------------- | --------------------------------------------- |
| Европски рекорд У-20                          | Зола Бад                                      | Велика Британија                              | 14:48,07                                      | Цирих, Швајцарска                             | 26. август 1985.                              |
| Рекорди европских првенстава У-20             | Елван Абејлегесе                              | Турска                                        | 15:21.12                                      | Гросето, Италија                              | 20. јул 2001.                                 |

## Сатница
| Датум   | Време | Коло   |
| ------- | ----- | ------ |
| 26. јул | 18:30 | Финале |

## Резултати

### Финале
Финале је одржано 26. јула 2009. године у 18:30.
| Место | Атлетичарка               | Земља                | ЛР       | ЛРС      | Резултат | Белешка |
| ----- | ------------------------- | -------------------- | -------- | -------- | -------- | ------- |
|       | Каролина Бјеркели Гровдал | Норвешка             | 15:29,82 | 15:29,82 | 15:45,45 |         |
|       | Шарлот Пердју             | Уједињено Краљевство | 15:49,25 | 15:49,25 | 15:55,96 |         |
|       | Вероника Инглезе          | Италија              | 16:53,01 | 16:53,01 | 16:41,37 | ЛР      |
| 4.    | Јана Ван Вабеке           | Белгија              | 16:36,90 | 16:36,90 | 16:45,37 |         |
| 5.    | Олга Скрипак              | Украјина             | 15:59,78 | 16:20,53 | 16:46,81 |         |
| 6.    | Тугба Каракаја            | Турска               |          |          | 16:58,43 | ЛР      |
| 7.    | Теодора Симоновић         | Србија               | 17:25,35 | 17:25,35 | 16:58,89 | ЛР      |
| 8.    | Луча Коли                 | Италија              | 16:52,53 | 16:52,53 | 17:04,38 |         |
| 9.    | Маор Тијоури              | Израел               | 17:03,32 | 17:22,25 | 17:16,53 | ЛРС     |
| 10.   | Вероника Бреновд Блом     | Норвешка             | 16:56,67 | 16:56,67 | 17:19,90 |         |
| 11.   | Наталија Логутенкова      | Русија               | 16:52,59 | 16:52,59 | 17:19,92 |         |
| 12.   | Река Чебеи                | Мађарска             | 16:52,72 | 16:52,72 | 17:28,43 |         |

### Пролазна времена
| Дистанца | Време    | Атлетичарка               | Држава   |
| -------- | -------- | ------------------------- | -------- |
| 1.000 м  | 3:05,06  | Каролина Бјеркели Гровдал | Норвешка |
| 2.000 м  | 6:12,93  | Каролина Бјеркели Гровдал | Норвешка |
| 3.000 м  | 9:25,15  | Каролина Бјеркели Гровдал | Норвешка |
| 4.000 м  | 12:37,05 | Каролина Бјеркели Гровдал | Норвешка |